# Aiden McGeady
Aiden John McGeady (Glasgow, 4 april 1986) is een in Schotland geboren Iers voetballer die doorgaans als vleugelspeler uitkomt. Hij verruilde Everton in juli 2017 voor Sunderland. McGeady debuteerde in juni 2004 in het Iers voetbalelftal, waarvoor hij meer dan negentig interlands speelde.

## Clubcarrière
McGeady begon met voetballen in het schoolteam van St. Ninian's High School. Daarnaast speelde hij een tijd voor Queens Park in de Schotse derde divisie. Op 23-jarige leeftijd kreeg McGeady een contract bij Celtic, waarvoor hij in 2004 debuteerde tegen Heart of Midlothian. In dat debuut maakte hij direct zijn eerste doelpunt voor de club. McGeady won met Celtic in 2003/04, 2005/06, 2006/07 en 2007/08 de Scottish Premier League, in 2004, 2005 en 2007 de Scottish Cup en in zowel 2006 als 2009 de Scottish League Cup.

## Clubstatistieken
| Seizoen | Club                   | Competitie              | Duels | Doelpunten |
| ------- | ---------------------- | ----------------------- | ----- | ---------- |
| 2003/04 | Celtic                 | Scottish Premier League | 4     | 1          |
| 2004/05 | Celtic                 | Scottish Premier League | 28    | 4          |
| 2005/06 | Celtic                 | Scottish Premier League | 20    | 4          |
| 2006/07 | Celtic                 | Scottish Premier League | 34    | 5          |
| 2007/08 | Celtic                 | Scottish Premier League | 34    | 7          |
| 2008/09 | Celtic                 | Scottish Premier League | 28    | 3          |
| 2009/10 | Celtic                 | Scottish Premier League | 35    | 7          |
| 2010/11 | Spartak Moskou         | Premjer-Liga            | 11    | 2          |
| 2011/12 | Spartak Moskou         | Premjer-Liga            | 31    | 3          |
| 2012/13 | Spartak Moskou         | Premjer-Liga            | 17    | 5          |
| 2013/14 | Spartak Moskou         | Premjer-Liga            | 13    | 1          |
| 2013/14 | Everton                | Premier League          | 16    | 0          |
| 2014/15 | Everton                | Premier League          | 16    | 1          |
| 2015/16 | Everton                | Premier League          | 0     | 0          |
| 2015/16 | → Sheffield Wednesday  | Championship            | 13    | 1          |
| 2016/17 | → Preston North End    | Championship            | 34    | 8          |
| 2017/18 | Sunderland             | Championship            | 35    | 7          |
| 2018/19 | Sunderland             | League One              | 34    | 11         |
| 2019/20 | Sunderland             | League One              | 15    | 4          |
| 2019/20 | → Charlton Athletic FC | Championship            | 10    | 0          |
| 2020/21 | Sunderland             | League One              | 29    | 4          |
| 2021/22 | Sunderland             | League One              | 14    | 3          |
| 2022/23 | Hibernian              | Scottish Premier League | 9     | 0          |
| 2023/24 | Ayr United             | Scottish Championship   | 6     | 0          |

Bijgewerkt tot en met 24 november 2023

## Interlandcarrière
Hoewel hij werd geboren in Schotland speelt McGeady al zijn gehele leven in vertegenwoordigende elftallen van Ierland. Dit is mogelijk omdat zijn grootvader een eeuw eerder van Ierland naar Schotland emigreerde en hij zich daarom op een Ierse afkomst kan beroepen. In interviews gaf McGeady meerdere malen aan zich meer Iers dan Schots te voelen. Hij nam met Ierland deel aan het Europees kampioenschap voetbal 2012 in Polen en Oekraïne, waar de ploeg van bondscoach Giovanni Trapattoni werd uitgeschakeld in de groepsronde na nederlagen tegen achtereenvolgens Kroatië (3–1), Spanje (4–0) en Italië (2–0). In mei 2016 werd McGeady opgenomen in de selectie voor het EK 2016 in Frankrijk. Ierland werd in de achtste finale uitgeschakeld door gastland Frankrijk na twee doelpunten van Antoine Griezmann.
| Interlands van Aiden McGeady voor Ierland | Interlands van Aiden McGeady voor Ierland | Interlands van Aiden McGeady voor Ierland | Interlands van Aiden McGeady voor Ierland | Interlands van Aiden McGeady voor Ierland | Interlands van Aiden McGeady voor Ierland | Interlands van Aiden McGeady voor Ierland |
| №                                         | Datum                                     | Wedstrijd                                 | Uitslag                                   | Soort wedstrijd                           | Doelpunten                                |                                           |
| Als speler bij Celtic                     | Als speler bij Celtic                     | Als speler bij Celtic                     | Als speler bij Celtic                     | Als speler bij Celtic                     | Als speler bij Celtic                     | Als speler bij Celtic                     |
| ----------------------------------------- | ----------------------------------------- | ----------------------------------------- | ----------------------------------------- | ----------------------------------------- | ----------------------------------------- | ----------------------------------------- |
| 1.                                        | 2 juni 2004                               | Ierland – Jamaica                         | 1 – 0                                     | Unity Cup                                 |                                           |                                           |
| 2.                                        | 16 november 2004                          | Ierland – Kroatië                         | 1 – 0                                     | Vriendschappelijk                         |                                           |                                           |
| 3.                                        | 9 februari 2005                           | Ierland – Portugal                        | 1 – 0                                     | Vriendschappelijk                         |                                           |                                           |
| 4.                                        | 24 mei 2005                               | Ierland – Chili                           | 0 – 1                                     | Vriendschappelijk                         |                                           |                                           |
| 5.                                        | 16 augustus 2006                          | Ierland – Nederland                       | 0 – 4                                     | Vriendschappelijk                         |                                           |                                           |
| 6.                                        | 2 september 2006                          | Duitsland – Ierland                       | 1 – 0                                     | Kwalificatie EK 2008                      |                                           |                                           |
| 7.                                        | 7 oktober 2006                            | Cyprus – Ierland                          | 5 – 2                                     | Kwalificatie EK 2008                      |                                           |                                           |
| 8.                                        | 15 november 2006                          | Ierland – San Marino                      | 5 – 0                                     | Kwalificatie EK 2008                      |                                           |                                           |
| 9.                                        | 24 maart 2007                             | Ierland – Wales                           | 1 – 0                                     | Kwalificatie EK 2008                      |                                           |                                           |
| 10.                                       | 28 maart 2007                             | Ierland – Slowakije                       | 1 – 0                                     | Kwalificatie EK 2008                      |                                           |                                           |
| 11.                                       | 22 augustus 2007                          | Denemarken – Ierland                      | 0 – 4                                     | Vriendschappelijk                         |                                           |                                           |
| 12.                                       | 8 september 2007                          | Slowakije – Ierland                       | 2 – 2                                     | Kwalificatie EK 2008                      |                                           |                                           |
| 13.                                       | 12 september 2007                         | Tsjechië – Ierland                        | 1 – 0                                     | Kwalificatie EK 2008                      |                                           |                                           |
| 14.                                       | 13 oktober 2007                           | Ierland – Duitsland                       | 0 – 0                                     | Kwalificatie EK 2008                      |                                           |                                           |
| 15.                                       | 17 oktober 2007                           | Ierland – Cyprus                          | 1 – 1                                     | Kwalificatie EK 2008                      |                                           |                                           |
| 16.                                       | 17 november 2007                          | Wales – Ierland                           | 2 – 2                                     | Kwalificatie EK 2008                      |                                           |                                           |
| 17.                                       | 6 februari 2008                           | Ierland – Brazilië                        | 0 – 1                                     | Vriendschappelijk                         |                                           |                                           |
| 18.                                       | 29 mei 2008                               | Ierland – Colombia                        | 1 – 0                                     | Vriendschappelijk                         |                                           |                                           |
| 19.                                       | 20 augustus 2008                          | Noorwegen – Ierland                       | 1 – 1                                     | Vriendschappelijk                         |                                           |                                           |
| 20.                                       | 6 september 2008                          | Georgië – Ierland                         | 1 – 2                                     | Kwalificatie WK 2010                      |                                           |                                           |
| 21.                                       | 10 september 2008                         | Montenegro – Ierland                      | 0 – 0                                     | Kwalificatie WK 2010                      |                                           |                                           |
| 22.                                       | 15 oktober 2008                           | Ierland – Cyprus                          | 1 – 0                                     | Kwalificatie WK 2010                      |                                           |                                           |
| 23.                                       | 11 februari 2009                          | Ierland – Georgië                         | 2 – 1                                     | Kwalificatie WK 2010                      |                                           |                                           |
| 24.                                       | 28 maart 2009                             | Ierland – Bulgarije                       | 1 – 1                                     | Kwalificatie WK 2010                      |                                           |                                           |
| 25.                                       | 29 mei 2009                               | Nigeria – Ierland                         | 1 – 1                                     | Vriendschappelijk                         |                                           |                                           |
| 26.                                       | 6 juni 2009                               | Bulgarije – Ierland                       | 1 – 1                                     | Kwalificatie WK 2010                      |                                           |                                           |
| 27.                                       | 12 augustus 2009                          | Ierland – Australië                       | 0 – 3                                     | Vriendschappelijk                         |                                           |                                           |
| 28.                                       | 5 september 2009                          | Cyprus – Ierland                          | 1 – 2                                     | Kwalificatie WK 2010                      |                                           |                                           |
| 29.                                       | 10 oktober 2009                           | Ierland – Italië                          | 2 – 2                                     | Kwalificatie WK 2010                      |                                           |                                           |
| 30.                                       | 14 november 2009                          | Ierland – Frankrijk                       | 0 – 1                                     | Kwalificatie WK 2010                      |                                           |                                           |
| 31.                                       | 18 november 2009                          | Frankrijk – Ierland                       | 1 – 1                                     | Kwalificatie WK 2010                      |                                           |                                           |
| 32.                                       | 2 maart 2010                              | Ierland – Brazilië                        | 0 – 2                                     | Vriendschappelijk                         |                                           |                                           |
| Als speler bij Spartak Moskou             |                                           |                                           |                                           |                                           |                                           |                                           |
| 33.                                       | 3 september 2010                          | Armenië – Ierland                         | 0 – 1                                     | Kwalificatie EK 2012                      |                                           |                                           |
| 34.                                       | 7 september 2010                          | Ierland – Andorra                         | 3 – 1                                     | Kwalificatie EK 2012                      |                                           |                                           |
| 35.                                       | 8 oktober 2010                            | Ierland – Rusland                         | 2 – 3                                     | Kwalificatie EK 2012                      |                                           |                                           |
| 36.                                       | 12 oktober 2010                           | Slowakije – Ierland                       | 1 – 1                                     | Kwalificatie EK 2012                      |                                           |                                           |
| 37.                                       | 17 november 2010                          | Ierland – Noorwegen                       | 1 – 2                                     | Vriendschappelijk                         |                                           |                                           |
| 38.                                       | 26 maart 2011                             | Ierland – Macedonië                       | 2 – 1                                     | Kwalificatie EK 2012                      | 2'                                        |                                           |
| 39.                                       | 29 maart 2011                             | Ierland – Uruguay                         | 2 – 3                                     | Vriendschappelijk                         |                                           |                                           |
| 40.                                       | 4 juni 2011                               | Macedonië – Ierland                       | 0 – 2                                     | Kwalificatie EK 2012                      |                                           |                                           |
| 41.                                       | 2 september 2011                          | Ierland – Slowakije                       | 0 – 0                                     | Kwalificatie EK 2012                      |                                           |                                           |
| 42.                                       | 6 september 2011                          | Rusland – Ierland                         | 0 – 0                                     | Kwalificatie EK 2012                      |                                           |                                           |
| 43.                                       | 7 oktober 2011                            | Andorra – Ierland                         | 0 – 2                                     | Kwalificatie EK 2012                      | 20'                                       |                                           |
| 44.                                       | 11 oktober 2011                           | Ierland – Armenië                         | 2 – 1                                     | Kwalificatie EK 2012                      |                                           |                                           |
| 45.                                       | 11 november 2011                          | Estland – Ierland                         | 0 – 4                                     | Kwalificatie EK 2012                      |                                           |                                           |
| 46.                                       | 15 november 2011                          | Ierland – Estland                         | 1 – 1                                     | Kwalificatie EK 2012                      |                                           |                                           |
| 47.                                       | 29 februari 2012                          | Ierland – Tsjechië                        | 1 – 1                                     | Vriendschappelijk                         |                                           |                                           |
| 48.                                       | 26 mei 2012                               | Ierland – Bosnië en Herzegovina           | 1 – 0                                     | Vriendschappelijk                         |                                           |                                           |
| 49.                                       | 4 juni 2012                               | Hongarije – Ierland                       | 0 – 0                                     | Vriendschappelijk                         |                                           |                                           |
| 50.                                       | 10 juni 2012                              | Kroatië – Ierland                         | 3 – 1                                     | EK 2012                                   |                                           |                                           |
| 51.                                       | 14 juni 2012                              | Ierland – Spanje                          | 0 – 4                                     | EK 2012                                   |                                           |                                           |
| 52.                                       | 18 juni 2012                              | Italië – Ierland                          | 2 – 0                                     | EK 2012                                   |                                           |                                           |
| 53.                                       | 15 augustus 2012                          | Servië – Ierland                          | 0 – 0                                     | Vriendschappelijk                         |                                           |                                           |
| 54.                                       | 7 september 2012                          | KAZ – Ierland                             | 1 – 2                                     | Kwalificatie WK 2014                      |                                           |                                           |
| 55.                                       | 11 september 2012                         | Oman – Ierland                            | 1 – 4                                     | Vriendschappelijk                         |                                           |                                           |
| 56.                                       | 12 oktober 2012                           | Ierland – Duitsland                       | 1 – 6                                     | Kwalificatie WK 2014                      |                                           |                                           |
| 57.                                       | 16 oktober 2012                           | Faeröer – Ierland                         | 1 – 4                                     | Kwalificatie WK 2014                      |                                           |                                           |
| 58.                                       | 29 mei 2013                               | Engeland – Ierland                        | 1 – 1                                     | Vriendschappelijk                         |                                           |                                           |
| 59.                                       | 2 juni 2013                               | Ierland – Georgië                         | 4 – 0                                     | Vriendschappelijk                         |                                           |                                           |
| 60.                                       | 7 juni 2013                               | Ierland – Faeröer                         | 3 – 0                                     | Kwalificatie WK 2014                      |                                           |                                           |
| 61.                                       | 15 oktober 2013                           | Ierland – Kazachstan                      | 3 – 1                                     | Kwalificatie WK 2014                      |                                           |                                           |
| 62.                                       | 15 november 2013                          | Ierland – Letland                         | 3 – 0                                     | Vriendschappelijk                         | 68'                                       |                                           |
| 63.                                       | 19 november 2013                          | Polen – Ierland                           | 0 – 0                                     | Vriendschappelijk                         |                                           |                                           |
| Als speler bij Everton                    |                                           |                                           |                                           |                                           |                                           |                                           |
| 64.                                       | 5 maart 2014                              | Ierland – Servië                          | 1 – 2                                     | Vriendschappelijk                         |                                           |                                           |
| 65.                                       | 25 mei 2014                               | Ierland – Turkije                         | 1 – 2                                     | Vriendschappelijk                         |                                           |                                           |
| 66.                                       | 31 mei 2014                               | Italië – Ierland                          | 0 – 0                                     | Vriendschappelijk                         |                                           |                                           |
| 67.                                       | 6 juni 2014                               | Costa Rica – Ierland                      | 1 – 1                                     | Vriendschappelijk                         |                                           |                                           |
| 68.                                       | 10 juni 2014                              | Ierland – Portugal                        | 1 – 5                                     | Vriendschappelijk                         |                                           |                                           |
| 69.                                       | 3 september 2014                          | Ierland – Oman                            | 2 – 0                                     | Vriendschappelijk                         |                                           |                                           |
| 70.                                       | 7 september 2014                          | Georgië – Ierland                         | 1 – 2                                     | Kwalificatie EK 2016                      | 24' 90'                                   |                                           |
| 71.                                       | 11 oktober 2014                           | Ierland – Gibraltar                       | 7 – 0                                     | Kwalificatie EK 2016                      |                                           |                                           |
| 72.                                       | 14 oktober 2014                           | Duitsland – Ierland                       | 1 – 1                                     | Kwalificatie EK 2016                      |                                           |                                           |
| 73.                                       | 14 november 2014                          | Schotland – Ierland                       | 1 – 0                                     | Kwalificatie EK 2016                      |                                           |                                           |
| 74.                                       | 18 november 2014                          | Ierland – Verenigde Staten                | 4 – 1                                     | Vriendschappelijk                         |                                           |                                           |
| 75.                                       | 29 maart 2015                             | Ierland – Polen                           | 1 – 1                                     | Kwalificatie EK 2016                      |                                           |                                           |
| 76.                                       | 7 juni 2015                               | Ierland – Engeland                        | 0 – 0                                     | Vriendschappelijk                         |                                           |                                           |
| 77.                                       | 4 september 2015                          | Gibraltar – Ierland                       | 0 – 4                                     | Kwalificatie EK 2016                      |                                           |                                           |
| 78.                                       | 11 oktober 2015                           | Polen – Ierland                           | 2 – 1                                     | Kwalificatie EK 2016                      |                                           |                                           |
| 79.                                       | 13 november 2015                          | Bosnië en Herzegovina – Ierland           | 1 – 1                                     | Kwalificatie EK 2016                      |                                           |                                           |
| 80.                                       | 25 maart 2016                             | Ierland – Zwitserland                     | 1 – 0                                     | Vriendschappelijk                         |                                           |                                           |
| 81.                                       | 29 maart 2016                             | Ierland – Slowakije                       | 2 – 2                                     | Vriendschappelijk                         |                                           |                                           |
| 82.                                       | 31 mei 2016                               | Ierland – Wit-Rusland                     | 1 – 2                                     | Vriendschappelijk                         |                                           |                                           |
| 83.                                       | 13 juni 2016                              | Ierland – Zweden                          | 1 – 1                                     | EK 2016                                   |                                           |                                           |
| 84.                                       | 18 juni 2016                              | België – Ierland                          | 3 – 0                                     | EK 2016                                   |                                           |                                           |
| 85.                                       | 22 juni 2016                              | Italië – Ierland                          | 0 – 1                                     | EK 2016                                   |                                           |                                           |

## Erelijst
| Kampioen Scottish Premier League | 4x | 2003/04, 2005/06, 2006/07, 2007/08 |
| Scottish Cup                     | 2x | 2004/05, 2006/07                   |
| Scottish League Cup              | 2x | 2005/06, 2008/09                   |

1 Given ·
2 St Ledger ·
3 Ward ·
4 O'Shea ·
5 Dunne ·
6 Whelan ·
7 McGeady ·
8 Andrews ·
9 Doyle ·
10 Keane  ·
11 Duff ·
12 Kelly ·
13 McShane ·
14 Walters ·
15 Gibson ·
16 Westwood ·
17 Hunt ·
18 O'Dea ·
19 Long ·
20 Cox ·
21 Green ·
22 McClean ·
23 Forde ·
Coach: Trapattoni
1 Westwood ·
2 Coleman ·
3 Clark ·
4 O'Shea ·
5 Keogh ·
6 Whelan ·
7 McGeady ·
8 McCarthy ·
9 Long ·
10 Keane ·
11 McClean ·
12 Duffy ·
13 Hendrick ·
14 Walters ·
15 Christie ·
16 Given ·
17 Ward ·
18 Meyler ·
19 Brady ·
20 Hoolahan ·
21 Murphy ·
22 Quinn ·
23 Randolph ·
Coach: O'Neill